# Masten Gregory
Masten Gregory (n. 29 februarie 1932, Kansas City, Missouri, SUA – d. 8 noiembrie 1985, Porto Ercole⁠(d), Monte Argentario, Toscana, Italia) a fost un pilot de Formula 1. De-a lungul carierei a luat startul în 38 de curse, niciuna din pole-position. Nu a câștigat nicio cursă și a terminat de 3 ori pe podium, acumulând 21 puncte în întreaga activitate ca pilot de Formula 1.